# Baltasar de Mendoza y Sandoval
Baltasar de Mendoza y Sandoval (Madrid, ca. 1653 - Segòvia, 4 de novembre de 1727) va ser un religiós castellà, bisbe de Segòvia (1699 - 1727) i Inquisidor General (1699 -1704) i membre del consell de regència entre la mort de Carles II i l'arribada de Felip V. Va mostrar simpaties amb la causa austriacista, cosa que va valer-li la destitució del càrrec d'inquisidor i el desterrament a Segòvia per part del nou monarca.
Va néixer a Madrid al segle xvii, possiblement el 1653. Va ser fill de Baltasar de Mendoza y Ribera, IV comte d'Orgaz, i de María Gómez de Sandoval, neta del duc de Lerma.
El 23 de juliol de 1673 va esdevenir col·legial capellà al Col·legi de San Bartolomé de Salamanca. El 1679 va passar a ser oïdor de l'Audiència de Granada, des d'on va ser promogut al Consell dels Ordes per decret reial de 18 de desembre de 1681, amb hàbit de Calatrava i la comanadoria de Lopera. El 1690 el monarca va nomenar-lo el seu sumiller de cortina i oratori, i el 1697 va presentar-lo al bisbat d'Àvila, tanmateix, finalment no es va fer efectiu el nomenament. Finalment, el 1699 va ser nomenat bisbe de Segòvia, càrrec del que va prendre possessió el 3 de desembre. El mateix any, a la mort d'Alfonso Fernández de Córdoba sense prendre possessió del càrrec, va ser nomenat inquisidor general.
A la mort de Carles II sense descendència, va ser nomenat membre del consell de regència fins a l'arribada del nou rei. Al capdavant del Consell de la Suprema Inquisició va iniciar un procés contra Froilán Díaz, l'antic confessor de Carles II, per haver dut a terme exorcismes contra el monarca pels seus suposats encantaments.
Durant la Guerra de Successió, va simpatitzar amb la causa austriacista. El cardenal Portocarrero va aprofitar l'avinentesa per posar en contra seva a Felip V i congraciar-se ell amb el nou monarca. Per aquesta raó, el 1705 rei va rellevar-lo i el va obligar a tornar a Segòvia. A la comissió papal per al seu successor, tanmateix, es va indicar que se'l deslliurava del càrrec per ser necessària la seva presència a la seva diòcesi. Des d'aquell moment, Mendoza va dedicar-se sols al govern de la seva diòcesi fins a la seva mort, el 4 de novembre de 1727, quan era el degà dels bisbes espanyols.